# Томас Кош
Томас Кош (порт. Thomaz Koch; нар. 11 травня 1945) — колишній бразильський тенісист.
Найвищу одиночну позицію світового рейтингу — 12 місце досяг 1967 року.
Здобув 14 одиночних та 3 парні титули.
Перемагав на турнірах Великого шолома в змішаному парному розряді.
Завершив кар'єру 1985 року.

## Фінали за кар'єру за часів Відкритої ери

### Одиночний розряд (3–2)
| Результат | В-П | Дата | Турнір             | Покриття  | Суперник        | Рахунок                 |
| --------- | --- | ---- | ------------------ | --------- | --------------- | ----------------------- |
| Перемога  | 1–0 | 1969 | Каракас, Венесуела | Тверде    | Марк Кокс       | 8–6, 6–3, 2–6, 6–4      |
| Перемога  | 2–0 | 1969 | Washington Open    | Ґрунт     | Артур Еш        | 7–5, 9–7, 4–6, 2–6, 6–4 |
| Перемога  | 3–0 | 1971 | Каракас, Венесуела | Тверде    | Мануель Орантес | 7–6, 6–1, 6–3           |
| Поразка   | 3–1 | 1976 | Хартум, Судан      | Тверде    | Майк Естеп      | 4–6, 7–6, 4–6, 3–6      |
| Поразка   | 3–2 | 1976 | Nuremberg Cup      | Килим (i) | Фрю Макміллан   | 6–2, 3–6, 4–6           |

### Парний розряд (3–8)
| Результат | В-П | Дата | Турнір                          | Покриття   | Партнер               | Суперники                            | Рахунок                 |
| --------- | --- | ---- | ------------------------------- | ---------- | --------------------- | ------------------------------------ | ----------------------- |
| Поразка   | 0–1 | 1968 | Барселона, Іспанія              | Ґрунт      | Жозе Мандаріно        | Карлус Фернандіс Патрісіо Родрігес   | 2–6, 6–3, 6–3, 1–6, 4–6 |
| Поразка   | 0–2 | 1969 | Лондон/Queen's, Велика Британія | Трава      | Ове Нільс Бенгтсон    | Овен Девідсон Денніс Ролстрон        | 6–8, 3–6                |
| Поразка   | 0–3 | 1971 | Солсбері, США                   | Тверде (i) | Кларк Гребнер         | Хуан Хісберт, стар.. Мануель Орантес | 3–6, 6–4, 6–7           |
| Перемога  | 1–3 | 1971 | Мейкон, США                     | Тверде     | Кларк Гребнер         | Желько Франулович Ян Кодеш           | 6–3, 7–6                |
| Поразка   | 1–4 | 1971 | Гемптон, США                    | Тверде (i) | Кларк Гребнер         | Іліє Настасе Йон Ціріак              | 4–6, 6–4, 5–7           |
| Перемога  | 2–4 | 1971 | Каракас, Венесуела              | Ґрунт      | Жозе Едісон Мандаріно | Джералд Беттрік Пітер Кертіс         | 6–4, 3–6, 6–7, 6–4, 7–6 |
| Поразка   | 2–5 | 1972 | Вашингтон, США                  | Килим (i)  | Кларк Гребнер         | Том Едлефсен Кліфф Річі              | 4–6, 3–6                |
| Поразка   | 2–6 | 1974 | Гштад, Швейцарія                | Ґрунт      | Рой Емерсон           | Хосе Їгерас Мануель Орантес          | 5–7, 6–0, 1–6, 8–9      |
| Перемога  | 3–6 | 1975 | Стамбул, Туреччина              | Ґрунт      | Колін Діблі           | Колін Даудесвелл Джон Фівер          | 6–2, 6–2, 6–2           |
| Поразка   | 3–7 | 1982 | Ітапарика, Бразилія             | Килим      | Жузе Шмідт            | Жівалдо Барбоза Жоао Суарес          | 6–7, 1–2 ret.           |
| Поразка   | 3–8 | 1983 | Баїя, Бразилія                  | Тверде     | Рікардо Кано          | Жівалдо Барбоза Жоао Соарес          |                         |

### Мікст (1–0)
| Результат | Дата | Турнір                      | Покриття | Партнер            | Суперники                  | Рахунок  |
| --------- | ---- | --------------------------- | -------- | ------------------ | -------------------------- | -------- |
| Перемога  | 1975 | Відкритий чемпіонат Франції | Ґрунт    | Фйорелла Бонічеллі | Хайме Фійоль Пем Тігуарден | 6–4, 7–6 |